# Anchieta (kommun i Brasilien, Santa Catarina)
Anchieta är en kommun i Brasilien.   Den ligger i delstaten Santa Catarina, i den södra delen av landet, 1 300 km söder om huvudstaden Brasília. Antalet invånare är 6 378.
Omgivningarna runt Anchieta är en mosaik av jordbruksmark och naturlig växtlighet. Runt Anchieta är det ganska glesbefolkat, med 26 invånare per kvadratkilometer.